# سيريل بيسون
سيريل فريدريك شيرينجتون بيسون (1889–1975)، عالم حشرات وتحريج إنجليزي عمل في الهند. كان بيسون خبيرًا في علم حشرات الغابات وكتب العديد من الأوراق البحثية عن الحشرات ولا يزال كتابه عن حشرات الغابات الهندية عملًا قياسيًا حول هذا الموضوع. بعد تقاعده وعودته إلى إنجلترا، أصبح عالِمًا بالساعات الأثرية.